# رودریگو زکوئیل دیاز
رودریگو زکوئیل دیاز (انگلیسی: Rodrigo Ezequiel Díaz؛ زادهٔ ۲۸ اوت ۱۹۸۱) بازیکن فوتبال اهل آرژانتین است.
از باشگاه‌هایی که در آن بازی کرده‌است می‌توان به باشگاه اتلتیکو ایندپندینته، باشگاه فوتبال اتلتیکو هوراکان، باشگاه فوتبال لانوس، و باشگاه فوتبال آرژانتینوس جونیورز اشاره کرد.